# Изгнание евреев из Англии

Изгнание евреев из европейских стран в XII—XVI веках

Эдикт об изгнании (англ. Edict of Expulsion) — документ, подписанный в 1290 году английским королём Эдуардом I Плантагенетом, который под страхом смертной казни предписывал всем евреям покинуть пределы Англии.

## История
Постоянное еврейское население Англии появилось только после завоевания нормандцами. Средневековая Англия отличалась крайним антисемитизмом, что было связано с ростовщической активностью немногочисленной (около 2000 жителей) еврейской диаспоры. Христианам, кроме ломбардцев, фламандцев (они увеличивали одолженные суммы на величину процентов) и юридических лиц (рыцарских орденов и монастырей) давать деньги в рост было запрещено, и оттого весь негатив, связанный с накоплением долгов рядовыми англичанами, сваливался именно на иудеев.
В 1144 году в Англии впервые в истории евреев на евреев был возведён кровавый навет, евреев Нориджа обвинили в распятии христианского мальчика.
В 1218 году Англия стала первой страной, где от евреев потребовали носить отличительный знак.
С 1219 по 1272 годы представителей этой религии обложили полусотней налогов и сборов.
В 1290 году был установлен официальный запрет на проживание евреев в Англии. В XIV веке примеру Англии последовали некоторые другие европейские страны, например, Франция и Венгрия.
Большинство английских евреев безропотно подчинились указу и эмигрировали, преимущественно в Польшу, где действовал благоприятный для них Калишский статут. После изгнания евреев королевская власть конфисковала принадлежавшие им помещения и движимое имущество, хотя покидавшим страну было разрешено забрать с собой наличные деньги и всё, что они могли унести в руках. Гонения на иудеев не распространялись на Шотландию, поскольку в то время она была отдельным от Англии государством с другим монархом и своими законами. Несмотря на строгое исполнение королевского указа долгое время существовала небольшая община оставшихся в Англии и действовавших полулегально.
Запрет был отменён Оливером Кромвелем через 365 лет, в 1656 году, когда национальная экономика пыталась оправиться от страшных последствий Гражданской войны. Торговая политика, созданная «Навигационным актом» (он разрешал ввоз колониальных товаров только на британских судах и был направлен к ослаблению морской торговли Голландии), привела Кромвеля к мысли о желательности отвлечения крупных еврейских купцов из Амстердама в Лондон с целью овладеть через них торговлей с Испанией и её колониями. К тому же благодаря евреям Амстердама королеве Генриетте в 1641 году удалось продать часть вывезенных из Англии драгоценностей и использовать полученные деньги на борьбу её мужа Карла I с английской и шотландской революцией и на свадьбу своей дочери Марии с Вильгельмом Оранским. Но король Карл I был казнён в 1649 году, а ему на смену пришла диктатура Оливера Кромвеля. Республиканское правительство надеялось прекратить финансирование евреями за рубежом заговоров роялистов, расширить социальную базу (правящие индепенденты составляли 5 % населения), доказать, что англичане — избранный народ Израиля, способный захватить мир и Святую землю, для чего нужно их смешение с евреями, обратить евреев в веру индепендентов и тем доказать, что она истинная, а также завлечь предприимчивых еврейских негоциантов в Англию, так как их коммерческая деятельность могла бы способствовать оживлению хозяйственной жизни в истерзанной войнами стране. Но республиканцы не сумели завезти евреев и снизить процентную ставку: осуществилось переселение евреев в Англию уже при правительстве Карла II, сына королевы Генриетты. При этом из Голландии евреи не переехали, еврейскими негоциантами стали марраны и другие, переставшие скрывать свою веру, и переселенцы из других стран.